# Saigō Tsugumichi
Saigō Tsugumichi (西郷 従道?  también leído como  Saigō Jūdō) (1 de junio de 1843 – 18 de julio de 1902) fue un político y almirante Japonés en la Era Meiji.

## Biografía

### Primeros años
Saigō nació en Shimokajichō, Kagoshima, hijo de un samurái del Satsuma han, Saigō Kichibe. Entre sus hermanos destaca el famoso Saigō Takamori. Saigō se cambió el nombre muchas veces a lo largo de su vida, y por diferentes razones. Además de los dos mencionados arribas, algunas veces utilizó el apodo de "Shingō".  Su nombre real fue "Ryūkō", o "Ryūdō". También es posible que utlizase "Ryūsuke".
Tras la Restauración Meiji, Saigō fue a una oficina gubernamental para registrarse. Intentó registrarse oralmente bajo el nombre de Ryūkō (o Ryūdō), pero el funcionario civil percibió erróneamente el nombre como "Jūdō", por lo quedó registrado como "Jūdō" (従道) por ley. No le importó demasiado, por lo que nunca trató de subsanar el error. Su nombre más conocido,  "Tsugumichi", proviene de la pronunciación alternative japonesa de los kanji de su nombre. 
Tras recomendación de Arimura Shunsai, se convirtió en un monje budista especializado en ceremonia del té para el daimio de Satsuma, Shimazu Nariakira. Tras regresar a la vida secular, se convirtió en miembro de un grupo de devotos seguidores de Arimura. Como samurái de Satsuma, participó en la Guerra Anglo-Satsuma, y posteriormente se unió al movimiento que pretendía derrocar al Shogunato Tokugawa.
En la Batalla de Toba-Fushimi, Tsugumichi ya era comandante en el Ejército de Satsuma, al igual que en otras batallas de la Guerra Boshin desde el bando imperial. 

### Ejército Imperial Japonés
En 1869, dos años después de establecerse el Gobierno Meiji, Saigō viajó a Europa junto con el General Yamagata Aritomo para estudiar las tácticas, organizaciones y tecnologías militares de occidente. Tras su regreso, fue ascendido a Teniente General en el nuevo Ejército Imperial Japonés, siendo uno de sus primeros destinos el tomar el mando de las fuerzas expedicionarios enviadas a Taiwán en 1874.
En 1873, su hermano Saigō Takamori dimitió del gobierno, tras ser rechazado su propuesta de invadir Corea durante el debate Seikanron. Muchos otros oficiales de la región de Satsuma siguieron sus pasos, pero Saigō Tsugumichi permaneció leal al gobierno Meii. Tras la muerte de su hermano en la Rebelión Satsuma, Saigō Tsugumichi se convirtió en el principal líder político de Satsuma. De acuerdo al sistema nobiliario de Japón, el kazoku, Saigō Tsugumichi recibió el título de conde (hakushaku).

### Oficial del Gobierno
Saigo desempeñó una serie de puestos relevantes en el gabinete de Itō Hirobumi, incluyendo el de Ministro de la Armada, en 1885 y entre 1892 y 1902.  
Como Ministro del Interior, Saigō apeló enérgicamente por la pena de muerte para Tsuda Sanzō, el acusado en el incidente de Ōtsu. 
En 1892, fue asignado para el Consejo Privado, con rango de genrō.  El mismo año, fundaría un partido político, llamado Kokumin Kyōkai (国民協会, El Partido Cooperativo del Pueblo). 
Dos años después, ascendería a Almirante en reconocimiento por su trabajo como Ministro de la Armada, siendo su título nobiliario elevado a marqués (侯爵 kōshaku).
En 1898, la Armada Imperial Japonesa le otorgaría el título honorario de Almirante de la Flota. Fallecería en 1902. 
Actualmente, una de las antiguas residencias de Saigō, en Meguro, Tokio, está registrada como Patrimonio Cultural de Japón, y ha sido reubicada en el parque Meiji-mura, en Inuyama]], Prefectura de Aichi.